# 霍赫施泰特家族
霍赫施泰特家族（德語：Höchstetter）文艺复兴时期欧洲著名家族之一。他们在奥格斯堡开办有一家重要的银行，在其家族首领于1529年垄断水银市场的企图失败后，该家族宣告破产。